# 新店站 (湖北省)
新店站位于中华人民共和国湖北省武汉市洪山区左岭街道，是武九铁路上的火车站，由武昌车务段管辖。车站目前仅办理货运业务，不办理客运业务。货运办理整车普通货物无限制，到发货物以以粮食、棉花、化工材料、盐、煤炭为主:277；站内设有通往武汉化工新区、祥龙电业和湖北外运白浒山港务等单位的专用线。

## 历史
新店站作为武大铁路的中间站之一于1956年5月开工，1957年12月竣工建站。当时车站地址属于鄂城县华容区（现鄂州市华容区），站内设有2条到发线、1条货物线，办理客货运业务。1966年车站修建通往武汉葛店化工厂的专用线以输送石灰等材料。1971年车站上下行实现复线化，车站亦同时扩建:277。
1987年，新店站所在的左岭镇随区划变更划给武汉。至1989年，车站设有2条到发线，面积300平方米的站房、仓库各一座，每日接发20对列车，其中2对慢车在该站办理客运业务。1997年车站停办客运业务:277。
2011年车站新建通往武汉化工新区的专用线，2013年10月15日竣工通车。专用线在车站东侧出岔，长17.93公里，中间设2个车站，通往位于青山区的武汉乙烯，以为化工新城的工厂运送原材料及产品。